# Metoda Marcy’ego
Metoda Marcy’ego – metoda chirurgicznego leczenia przepuklin polegająca na przyszyciu bocznej części rozcięgna mięśnia poprzecznego brzucha do części przyśrodkowej, na skutek czego dochodzi do zwężenia pierścienia brzusznego kanału pachwinowego i wytworzenia ciasnego tunelu wokół powrózka nasiennego.
Sposób ten jest stosowany w bardzo małych lub wczesnych przepuklinach pachwinowych skośnych.